# Ліве ван Кессел
Ліве ван Кессел (нід. Lieve van Kessel, 15 вересня 1977) — нідерландська хокеїстка на траві.
Срібна призерка Олімпійських Ігор 2004 року.